# Chroniosuchia
Ordre
Synonymes
- Chroniosuchida Tatarinov, 1972

Les Chroniosuchia sont un ordre fossile de tétrapodes qui vivaient du Permien central au Trias tardif dans ce qui est devenu l'Allemagne, Europe de l'Est, le Kirghizstanet la Chine. Les chroniosuchiens occupaient vraisemblablement des niches écologiques comme prédateurs au bord de la rivière et avaient probablement été dépassés par les reptiles semi-aquatiques tels que les phytosaures à la fin du Trias.

## Présentation
Les Chroniosuchiens sont souvent présentés comme un ordre de reptiliomorphes, mais des analyses phylogénétiques récentes suggèrent plutôt qu'il s'agit de tétrapodes basaux. Ils étaient plutôt courts, avec une queue forte et un museau allongé, évoquant quelque peu les crocodiles actuels. Le groupe était historiquement considéré comme un ordre ou sous-ordre de labyrinthodontes (en classification évolutionniste).
La plupart d'entre eux était protégée par une lourde armure de scutelles le long du dos, soit pour se protéger de prédateurs locaux tels que des thérapsides, soit pour renforcer l'axe du squelettique  pour faciliter leur locomotion terrestre. En effet, la microanatomie fémorale de Chroniosaurus suggère qu'ils avaient un mode de vie en partie amphibie et en partie terrestre.

## Liste des genres et familles
Selon Paleobiology Database (19 août 2019) :
- † famille Bystrowianidae Vjushkov, 1957
- † famille Chroniosuchidae Vjushkov, 1957
- † genre Laosuchus Arbez et al., 2019